# Alnus mairei
Alnus mairei, jedna od 37 priznatih biljnih vrsta iz roda joha (Alnus), porodica Betulaceae. To je drvo u središnjem dijelu južne Kine (Yunnan).